# Списак епизода серије Радио Милева
Радио Милева је српска телевизијска серија која је премијерно почела са емитовањем од 9. марта 2021. године на каналу РТС 1. 
Серија Радио Милева за сада броји 5 сезонa и 169 епизода.

## Преглед
| Сезона | Сезона | Епизоде | Епизоде | Оригинално емитовање | Оригинално емитовање | Оригинално емитовање |
| Сезона | Сезона | Епизоде | Епизоде | Премијера            | Финале               | Мрежа                |
| ------ | ------ | ------- | ------- | -------------------- | -------------------- | -------------------- |
|        | 1.     | 25      | 25      | 9. март 2021.        | 13. април 2021.      | РТС 1                |
|        | 2.     | 20      | 20      | 18. октобар 2021.    | 12. новембар 2021.   | РТС 1                |
|        | 3.     | 50      | 50      | 11. октобар 2022.    | 11. јануар 2023.     | РТС 1                |
|        | 4.     | 40      | 40      | 31. децембар 2023.   | 16. фебруар 2024.    | РТС 1                |
|        | 5.     | 35      | 35      | 22. децембар 2024..  | 11. фебруар 2025. .  | РТС 1                |